# Хилков переулок
Хилко́в переу́лок (бывший 2-й Ушаковский переулок) — переулок в Центральном административном округе города Москвы. Проходит от Остоженки, лежит между Коробейниковым и Турчаниновым переулками. Нумерация домов ведётся от Пречистенской набережной.

## Происхождение названия
Назван по фамилии княгини Хилковой, владевшей в 1764 г. участком на углу этого переулка и Остоженки.

## История
В 60-х годах XVIII века ближе к Москве-реке находилось «огородное порожнее место генерал-майора князя Голицына». Здесь к середине 1820-х гг. был построен существующий ныне дом (№ 3), принадлежавший В. Я. Есиповой, знакомой А. С. Пушкина. С 1 января 1828 г. дом и обширный сад перед ним наняло «акционерное общество для учреждения заведения Искусственных минеральных вод в Москве» и устроило здесь лечение этими водами.

## Примечательные здания и сооружения

### По нечётной стороне
- № 1 — жилой комплекс «Парк Палас».
- № 3а — лингвистический лицей № 1555 при МГЛУ.
- № 3/13 — Ассоциация музеев космонавтики России.

### По чётной стороне
- № 2, стр. 2 — Военный комиссариат Москвы ЦАО Замоскворецкого района (Замоскворечье, Хамовники, Якиманка).
- № 2/1 (по Коробейникову переулку), стр. 3,  памятник архитектуры (вновь выявленный объект) — кухонный корпус (1864, архитектор М. И. Бове; 1882, архитектор А. Н. Кнабе).
- № 2/1, стр. 4,  памятник архитектуры (региональный) — жилой дом с палатами Ф. Н. Коробейникова — Ушаковых и залом правления Товарищества мануфактур И. Бутикова (конец XVII века, XVIII век, 1-я треть XIX века, 1860-е, 1882, архитектор П. П. Ершов).
- 2/1 стр. 5 — здание конторы и квартир для фабричных служащих Ткацкой фабрики И. П. Бутикова (1849, архитектор В. Ф. Громовский; 1872, архитектор И. И. Митин; 1920-е, 1990-е). Кирпичное здание, примыкающее к палатам Коробейниковых, было сломано в декабре 2014 года, на его месте планируется строительство гостиницы с увеличением площади с 2,3 до 2,6 тыс. м² (инвестор проекта — ООО «Недвижимость-Капитал»). Вместе с выдачей разрешения на строительство в декабре 2014 года была существенно урезана территория охранной зоны памятника архитектуры (№ 1/2, стр. 4) — сад Коробейниковых был из неё исключён.[источник не указан 33 дня]